# L'Amour aux trousses (film, 1975)
Pour les articles homonymes, voir L'Amour aux trousses.
Pour plus de détails, voir Fiche technique et Distribution.
L'Amour aux trousses est un film français réalisé par Jean-Marie Pallardy, sorti en 1975.

## Fiche technique
- Titre : L'Amour aux trousses (connu aussi sous le titre Le Piège)
- Réalisation : Jean-Marie Pallardy
- Scénario : Jean-Marie Pallardy
- Photographie : Jacques Robin
- Montage : Claude Guérin
- Sociétés de production : Europrodis - Les films J.M.P.
- Pays d’origine :  France
- Durée : 96 minutes
- Date de sortie : France, 12 février 1975

## Distribution
- Corinne Marchand
- Willeke van Ammelrooy
- Michel Lemoine
- Jean Luisi
- Georges Guéret
- Olivier Mathot
- Claudine Beccarie